# Алмалыкский горно-металлургический комбинат
АО «Алмалыкский ГМК» (сокр. рус. АГМК, узб. Olmaliq kon-metallurgiya kombinati AJ) — горно-металлургическое предприятие в городе Алмалык Ташкентской области, производитель порядка 90 % серебра и 20 % золота в Узбекистане, крупнейший производитель меди в Центральной Азии.
Алмалыкский район является территорией, специализированной на добыче руды. Многие древние находки, датируемые IX—XII веками до нашей эры, а также следы добычи руды упоминаются повсеместно. Об этом свидетельствуют раскопки меди, монет, цинка, золота, серебра, железа, аметиста, бирюзы в древних поселениях окрестностей Алмалыка. Почти все месторождения руды, обработанные комбинатом, были обнаружены по следам этих древних месторождений.
Горнодобывающие металлурги более 40 национальностей работают на Алмалыкском горно-металлургическом комбинате, объединяющем около 36 000 горно-металлургов. АО «Алмалыкский ГМК» является одним из крупнейших промышленных предприятий Узбекистана. Производственной мощностью Комбинат базируется на запасах группы медно-молибденовых, свинцово-цинковых и золото-серебряных месторождений, располагающихся на территориях Ташкентской, Джизакской, Наманганской и Сурхандарьинской областей Республики Узбекистан.
Многие элементы периодической таблицы Менделеева находятся в руде, добытой на полях комбината, специализирующегося на добыче и переработке редких драгоценных металлов.
АО «Алмалыкский ГМК» представляет собой сложный промышленный комплекс, включающий шесть рудников рудоуправления Кальмакыр (укр.), Ангренское, Чадакское, Хандизинское (укр.), а также рудники Каульды (укр.) и Уч-кулач (укр.), пять обогатительных комплексов (укр.), три металлургических завода цинковый завод (укр.), медеплавильный завод, центральный ремонтно-механический завод, управления автомобильного и технологического транспорта имеющее 8 автобаз, управление промышленного железнодорожного транспорта, в которое входят: 3 железнодорожных цеха, а также около 50 вспомогательных цехов, отделов и служб. Три совместных предприятия: ООО «Hayat Power Cable Systems» (производитель электрических кабелей высокого напряжения), ООО «AWP» (производитель сантехнической продукции) и СП ООО «Deutsche IT-AGMK». Кроме этого Джизакский и Шерабадский цементные заводы, Научно-производственное объединение по производству редких металлов и твёрдых сплавов. Также в составе комбината — завод известняка, который поставляет известковое сырье для наших предприятий, завод взрывчатых веществ, теплоэлектроцентраль, цех промышленного водоснабжения, управление проектных работ, управление электрических сетей, управление капитального строительства, трест «Олмаликметаллургкурилиш», управление специализированных ремонтных работ и т. д.
Золото и серебро, произведенные на комбинате, имеют знак качества для Лондонской фондовой биржи «Хороший поставщик». В процессе производства меди было внедрено управление системой качества и получен международный сертификат соответствия. Этот сертификат соответствия также выдан производственному процессу Джизакского цементного завода.
На программу долгосрочной модернизации АО «Алмалыкский ГМК» будет направлено более 502 миллионов долларов. Это увеличить производство меди с 109 тысяч тонн до 148 тыс. тонн в год, производство металлического цинка с 78 тыс. тонн до 120 тыс. тонн, производство серной кислоты почти вдвое — с 845 тыс. тонн до 1,6 млн тонн. Добыча и обработка драгоценных и редких металлов увеличится в 1,3 раза по сравнению с предыдущими годами.
Ожидается рос выручки от реализации продукции в 1,5 раза и достигнет 12 трлн сумов. Объем поступлений в бюджет Узбекистана увеличится в 1,4 раза и превысит 5 трлн сумов. Также увеличится чистая прибыль комбината в 1,4 раза и достигнет 1,6 трлн сумов.
Реализуется инвестиционный проект по разработке карьера «Ёшлик I» (укр.), годовая мощность которого составляет около 160 млн тонн переработки руды.

## Собственники
По состоянию на 2023 год, 98,37 % акций комбината принадлежат Агентству стратегических реформ при Президенте Республики Узбекистан., а 1,63 % акций трудовому коллективу.

## Руководство
- Абдулла Халмурадович Хурсанов